# Farmàcia Bausili
La Farmàcia Bausili és una obra modernista d'Igualada (Anoia) protegida com a Bé Cultural d'Interès Local.

## Descripció
Edifici de quatre altures situat al carrer del Born. Presenta una façana de tendència clàssica, amb un arrebossat amb línies verticals i horitzontals amb tendència a imitar els carreus. Destaca, sobretot, la planta baixa, on s'emplaça la Farmàcia Bausili. Aquesta presenta unes vidrieres emplomades d'estil modernista, decorades amb flors i formes geomètriques.